# Список глав государств в 1087 году
Список глав государств в 1086 году — 1087 год — Список глав государств в 1088 году — Список глав государств по годам

## Азия
- Аббасидский халифат — Аль-Муктади Биамриллах, халиф (1075 — 1094)
- Анатолийские бейлики —
  - Данишмендиды — Данишменд Гази, эмир (1071 — 1104)
  - Менгджуки (Менгучегиды) — Мангучак Гази, бей (1072 — 1090)
  - Салтукиды — Салтук I, эмир (1072 — 1102)
  - Чака Бей — Чака Бей, бей (1081 — 1092)
- Армения —
  - Киликийское царство — Рубен I, князь (1080 — 1095)
  - Сюникское царство — Сенекерим, царь (1072 — 1096)
  - Ташир-Дзорагетское царство — Кюрике (Гурген) II, царь (1048 — 1089)
- Восточно-Караханидское ханство — Харун II Богра-хан, хан (1075 — 1102)
- Газневидское государство — Ибрахим, султан (1059 — 1099)
- Грузинское царство — Георгий II, царь (1072 — 1089)
- Гуриды — Кутб уд-Дин Хасан ибн Мухаммад, малик (1080 — 1100)
- Дайвьет — Ли Нян Тонг, император[англ.] (1072 — 1127)
- Дали — Дуань Чжэнмин, король (1081 — 1094)
- Западно-Караханидское ханство — 
  - Хызр-хан, хан (1080 — 1087)
  - Ахмед-хан, хан (1087 — 1095)
- Западное Ся — Чунцзун (Ли Ганьчунь), император (1086 — 1139)
- Индия —
  - Восточные Ганги[англ.] — Анантаварман Чодагнга, царь[англ.] (1078 — 1147)
  - Венги (Восточные Чалукья) — Шантиварма, махараджа (1076 — 1094)
  - Западные Чалукья[англ.] — Трибхуванамалла Викрамадитья VI, махараджа (1077 — 1127)
  - Калачури[нем.] — Ясахкарна, раджа[нем.] (1072 — 1125)
  - Качари[англ.] — Корпоордхвай, царь[англ.] (ок. 1070 — ок. 1100)
  - Кашмир (Лохара) — Калаша, царь[англ.] (1063 — 1089)
  - Одиша (Орисса) — Пуранжайя, махараджа[англ.] (1080 — 1090)
  - Пала — Рамапала, царь (1077 — 1130)
  - Парамара[англ.] — 
    - Удаядитья, махараджа[англ.] (1068/1069 — 1087)
    - Лакшманадева, махараджа[англ.] (1087 — 1094)

  - Сена — Хеманта Сена, раджа (1070 — 1096)
  - Соланки — Карнадева I, раджа (1063 — 1093)
  - Хойсала — Винаядитья, перманади (1047 — 1098)
  - Чандела — Киртиварман, раджа (1060 — 1100)
  - Чера — Рави Рама Варма, махараджа (1082 — 1090)
  - Чола — Кулоттунга Чола I, махараджа (1070 — 1120)
  - Ядавы (Сеунадеша) — Парамадэва, махараджа (1085 — 1105)
- Иран —
  -  Баванди — Шахрияр IV, испахбад (1074 — 1114)
- Йемен —
  - Зурайиды — Зурай, амир (1084 — 1110)
  - Наджахиды — Саид бин Наджах, амир (ок. 1060 — 1088)
  -  Сулайхиды — Арва бинт Ахмад, эмир (1086 — 1138)
- Китай (Империя Сун) — Чжэ-цзун (Чжао Сяо), император (1085 — 1100)
- Кхмерская империя (Камбуджадеша) — Нрипатиндраварман, император (1080 — 1113)
- Кахетия — Квирике IV, царь[англ.] (1084 — 1102)
- Конийский (Румский) султанат — Абу-л-Касим, султан (1086 — 1092)
- Корея (Корё)  — Сонджон, ван (1083 — 1094)
- Лемро — Тинкхайя, царь[англ.] (1078 — 1092)
- Ляо — Дао-цзун, император (1055 — 1101)
- Паган — Кванзитта, царь[англ.] (1084 — 1112/1113)
- Полоннарува — Вийябаху I, царь (1056 — 1110)
- Сельджукская империя — Мелик-шах I, великий султан (1072 — 1092)
  - Дамасский эмират — Тутуш I, эмир[англ.] (1079 — 1095)
  - Керманский султанат — Туран-шах I, султан (1085 — 1097)
- Сунда — Ланглангбхуми, махараджа (1064 — 1154)
- Тямпа — Джайя Индраварман II, князь (1080 — 1081, 1086 — 1114)
- Государство Хорезмшахов — Ануш-Тегин, шихне (1077 — 1097)
- Шеддадиды (Гянджинский эмират) — 
  - Манучихр ибн Шавур I, эмир (Ани) (1072 — 1118)
  - Фадл III ибн Фадл, эмир (Гянджа) (1073 — 1088/1089)
- Ширван — Фарибурз I ибн Саллар, ширваншах (1063 — 1096)
- Япония — 
  - Сиракава, император (1073 — 1087)
  - Хорикава, император (1087 — 1107)

## Африка
- Альморавиды — 
  - Абу Бакр, имам (ок. 1059 — 1087)
  - Юсуф ибн Ташфин, эмир (1086 — 1106)
- Гана — Камбин Диарессо, царь (1087 — 1090)
- Гао — Айам Даа, дья (ок. 1080 — ок. 1090)
- Зириды — Тамим Абу Йахья ибн аль-Муизз, эмир (1062 — 1108)
- Канем — Хуме (Джилми), маи (1085 — 1097)
- Килва — Али ибн Давуд II, султан (ок. 1083 — ок. 1089)
- Макурия — Саломон, царь (ок. 1080 — ок. 1089)
- Нри[англ.] — Ификуаним, эзе[англ.] (ок. 1043 — ок. 1089)
- Фатимидский халифат — Маад аль-Мустансир Биллах, халиф (1036 — 1094)
- Хаммадиды — Насир ибн Альнас, султан (1062 — 1088)
- Эфиопия — Кедус Гарбе, император (1079 — 1109)

## Европа
- Англия — 
  - Вильгельм I Завоеватель, король (1066 — 1087)
  - Вильгельм II Рыжий, король (1087 — 1100)
- Венгрия — Ласло I Святой, король (1077 — 1095)
- Венецианская республика — Витале Фальер, дож (1084 — 1095)
- Византийская империя — Алексей I Комнин, император (1081 — 1118)
- Дания — Олаф I, король (1086 — 1095)
- Ирландия — Домналл Уа Лохлайнн, верховный король (1086 — 1101)
  - Айлех — Домналл Уа Лохлайнн, король (1083 — 1121)
  - Дублин — Энна мак Диармайт, король (1086 — 1089)
  - Коннахт — 
    - Аэд V, король (1067 — 1087)
    - Руадри На Сайде Буиде, король (1087 — 1092)

  - Лейнстер — Доннхад III, король (1075 — 1089)
  - Миде — 
    - Маэл Сехнайлл Бан мак Конхобайр Сехлайнн, король (1073 — 1087)
    - Домналл Уа Маэл мак Фланн Сехлайнн, король (1087 — 1094)

  - Мунстер — Муйрхертах Уа Бриайн, король (1086 — 1114, 1115 — 1116, 1118 — 1119)
  - Ольстер — Донн Слэйбе мак Эохада, король (1081 — 1091)
- Испания —
  - Альбаррасин (тайфа) — Абу Марван Абд аль-Малик ибн Расин, эмир (1045 — 1103)
  - Альмерия (тайфа) — Альмотасин, эмир (1052 — 1091)
  - Ампурьяс — Уго II, граф (ок. 1078 — ок. 1116)
  - Арагон — Санчо I, король (1063 — 1094)
  - Бадахос (тайфа) — Умар ибн Мухаммад аль-Мутаваккил, эмир (1073/1079 — 1094)
  - Барселона — Беренгер Рамон II, граф (1076 — 1097)
  - Бесалу — Бернардо II, граф (1066 — 1100)
  - Валенсия (тайфа) — Яхъя аль Кадир, эмир (1086 — 1092)
  - Гранада (тайфа) — Абдаллах бен Булуггин, эмир (1073 — 1090)
  - Кастилия и Леон — Альфонсо VI Храбрый, король, император Испании (1077 — 1109)
  - Конфлан и Серданья — Гильом I Рамон, граф (1068 — 1095)
  - Майорка (тайфа) — Ибн Аглаб аль-Муртад, эмир (1076 — 1093)
  - Наварра — Санчо V (Санчо I Арагонский), король (1076 — 1094)
  - Пальярс Верхний — Артау (Артальдо) II, граф (1082 — ок. 1124)
  - Пальярс Нижний — Рамон IV (V), граф (ок. 1047 — ок. 1098)
  - Сарагоса (тайфа) — Ахмад II ал-Мустаин, эмир (1085 — 1100)
  - Севилья (тайфа) — Аль-Мутамид ибн Аббад, эмир (1069 — 1091)
  - Тортоса (тайфа) — аль-Мундир Имад ад-Давла, эмир (1081/1083 — 1090)
  - Урхель — Эрменгол IV, граф (1065 — 1092)
- Италия —
  - Аверса — Жордан I, граф (1078 — 1091)
  - Апулия и Калабрия — Рожер I Борса, герцог (1085 — 1111)
  - Гаэта — Галган Ридель, герцог[англ.] (? — 1091)
  - Капуя — Жордан I, князь (1078 — 1091)
  - Неаполь — Сергий VI, герцог (1082 — 1107)
  - Сицилия — Рожер I, великий граф (1072 — 1101)
- Киевская Русь (Древнерусское государство) — Всеволод Ярославич, великий князь Киевский (1076 — 1077, 1078 — 1093)
  -  Волынское княжество — Давыд Игоревич, князь (1086 — 1099, 1099 — 1100)
  -  Звенигородское княжество — Володарь Ростиславич, князь (1085 — 1092)
  -  Муромское княжество — Давыд Святославич, князь (1076 — 1093)
  -  Новгородское княжество — Святополк Изяславич, князь (1078 — 1088)
  -  Перемышльское княжество — Рюрик Ростиславич, князь (1084 — 1092)
  -  Переяславское княжество — Ростислав Всеволодович, князь (1078 — 1093)
  -  Полоцкое княжество — Всеслав Брячиславич, князь (1044 — 1068, 1071 — 1101)
  -  Теребовльское княжество — Василько Ростиславич, князь (1085 — 1124)
  -  Тмутараканское княжество — Олег Святославич, князь (1083 — 1094)
  -  Туровское княжество — без князя (1086 — 1088)
  -  Черниговское княжество — Владимир Всеволодович Мономах, князь (1078 — 1094)
- Норвегия — Олав III Тихий, король (1067 — 1093)
- Папская область — 
  - Виктор III, папа римский (1086 — 1087)
  - Климент III, антипапа (1080 — 1100)
- Польша — Владислав I Герман, князь (1079 — 1102)
- Померания — Святобор, князь (ок. 1060 — 1106)
- Священная Римская империя — Генрих IV, император (1084 — 1105)
  - Австрийская (Восточная) марка — Леопольд II Красивый, маркграф (1075 — 1095)
  - Бавария — Генрих VIII (король Генрих IV), герцог (1053 — 1054, 1077 — 1096)
  - Бар — София, графиня (1033 — 1093)
  - Верхняя Лотарингия — Тьерри II Храбрый, герцог (1070 — 1115)
  - Вюртемберг — Конрад I, граф (1083 — 1110)
  - Голландия — Дирк V, граф (1061 — 1091)
  - Каринтия — Луитпольд, герцог (1076 — 1090)
  - Лувен — Генрих III, граф (1078 — 1095)
  - Лужицкая (Саксонская Восточная) марка — Генрих I, маркграф (1081 — 1103)
  - Люксембург — Генрих III, граф (1086 — 1096)
  - Мейсенская марка — Экберт II, маркграф (1068 — 1076, 1076 — 1089)
  - Монбельяр — Тьерри I, граф (ок. 1073 — 1105)
  - Монферрат — Гульермо IV, маркграф (1084 — 1111)
  - Намюр — Альберт III, граф (ок. 1063 — 1102)
  - Нижняя Лотарингия — 
    - Конрад II, герцог (1076 — 1087)
    - Готфрид IV Бульонский, герцог (1087 — 1096)

  - Прованс —
    - Бертран II, маркиз (ок. 1062 — ок. 1093)
    - Раймунд IV Тулузский, граф (1081 — 1105)

  - Рейнский Пфальц — Генрих II фон Лаах, пфальцграф (1085 — 1095)
  - Савойя — Гумберт II Сильный, граф (1080 — 1103)
  - Саксония — Магнус, герцог (1072 — 1106)
  - Северная марка — 
    - Генрих I фон Штаде, маркграф (1082 — 1087)
    - Лотарь Удо III фон Штаде, маркграф (1087 — 1106)

  - Сполето — Матильда Тосканская, герцогиня (1076 — 1082, 1086 — 1093)
  - Тосканская марка — Матильда Тосканская, маркграфиня (1076 — 1115)
  - Чехия — Вратислав II, король (1086 — 1092)
    - Брненское княжество — Конрад I, князь (1061 — 1092)
    - Оломоуцкое княжество — 
      - Ота I, князь (1061 — 1087)
      - Болеслав, князь (1087 — 1091)

  - Швабия — 
    - Фридрих I, герцог (1079 — 1105)
    - Бертольд I, герцог (1079 — 1090)

  - Штирия (Карантанская марка) — Отакар II, маркграф (1082 — 1122)
  - Эно (Геннегау) — Бодуэн II, граф (1071 — 1098)
- Сербия —
  - Дукля — Константин Бодин, король (1081 — 1101)
  - Рашка — Вукан, князь (1083 — 1112)
- Уэльс —
  - Гвинед — Грифид ап Кинан, король (1081 — 1137)
  - Гливисинг (Морганнуг) — Иестин ап Гургант, король (1081 — 1093)
  - Дехейбарт — Рис ап Теудур, король (1078 — 1093)
  - Поуис — 
    - Иорверт ап Бледин, король (1075 — 1103, 1110 — 1111)
    - Кадуган ап Бледин, король (1075 — 1113)
    - Маредид ап Бледин, король (1075 — 1102, 1116 — 1132)
- Франция — Филипп I, король (1060 — 1108)
  - Аквитания — Гильом IX Трубадур, герцог (1086 — 1126)
    - Арманьяк — Жеро II, граф (1061 — 1103)
    - Фезансак — Эмери II, граф (ок. 1064 — 1103)

  - Ангулем — 
    - Фульк I, граф (1048 — 1087)
    - Гильом V, граф (1087 — 1120)

  - Анжу — Фульк IV Решен, граф (1068 — 1109)
  - Блуа — Тибо III, граф (1037 — 1089)
  - Бретань — Ален IV Фержан, герцог (1084 — 1112)
    - Нант — Матье II, граф (1084 — 1103)
    - Ренн — Ален IV Фержан, граф (1084 — 1112)

  - Булонь — Евстахий II, граф (1047 — 1088)
  - Бургундия (герцогство) — Эд I, герцог (1079 — 1103)
  - Бургундия (графство) — 
    - Гильом I Великий, пфальцграф (1057 — 1087)
    - Рено II, пфальцграф (1087 — 1097)

  - Вермандуа — Гуго I Великий, граф (1080 — 1102)
  - Макон — 
    - Рено II Бургундский, граф (1085 — 1097)
    - Этьен I Бургундский, граф (1085 — 1102)

  - Мо и Труа — Тибо I (Тибо III де Блуа), граф (1066 — 1089)
  - Мэн — Гуго V, граф (1069 — 1096)
  - Невер — Рено II, граф (1083 — 1097)
  - Нормандия — 
    - Вильгельм I Завоеватель, герцог (1035 — 1087)
    - Роберт Куртгёз, герцог (1087 — 1106)

  - Овернь — Роберт II, граф (ок. 1064 — ок. 1096)
  - Руссильон — Гислаберт II, граф (1074 — 1102)
  - Тулуза — Гильом IV, граф (1060 — 1094)
  - Фландрия — Роберт I, граф (1071 — 1093)
  - Фуа — Роже II, граф (1071 — 1124)
  - Шалон — 
    - Жоффруа II де Донзи, граф (1079 — 1096)
    - Ги I, граф (1079 — 1113)
- Хорватия — Дмитар Звонимир, король (1075 — 1089)
- Швеция — 
  - Блот-Свен, король (1084 — 1087)
  - Инге I Старший, король (1079 — 1084, 1087 — 1105)
- Шотландия — Малькольм III, король (1058 — 1093)

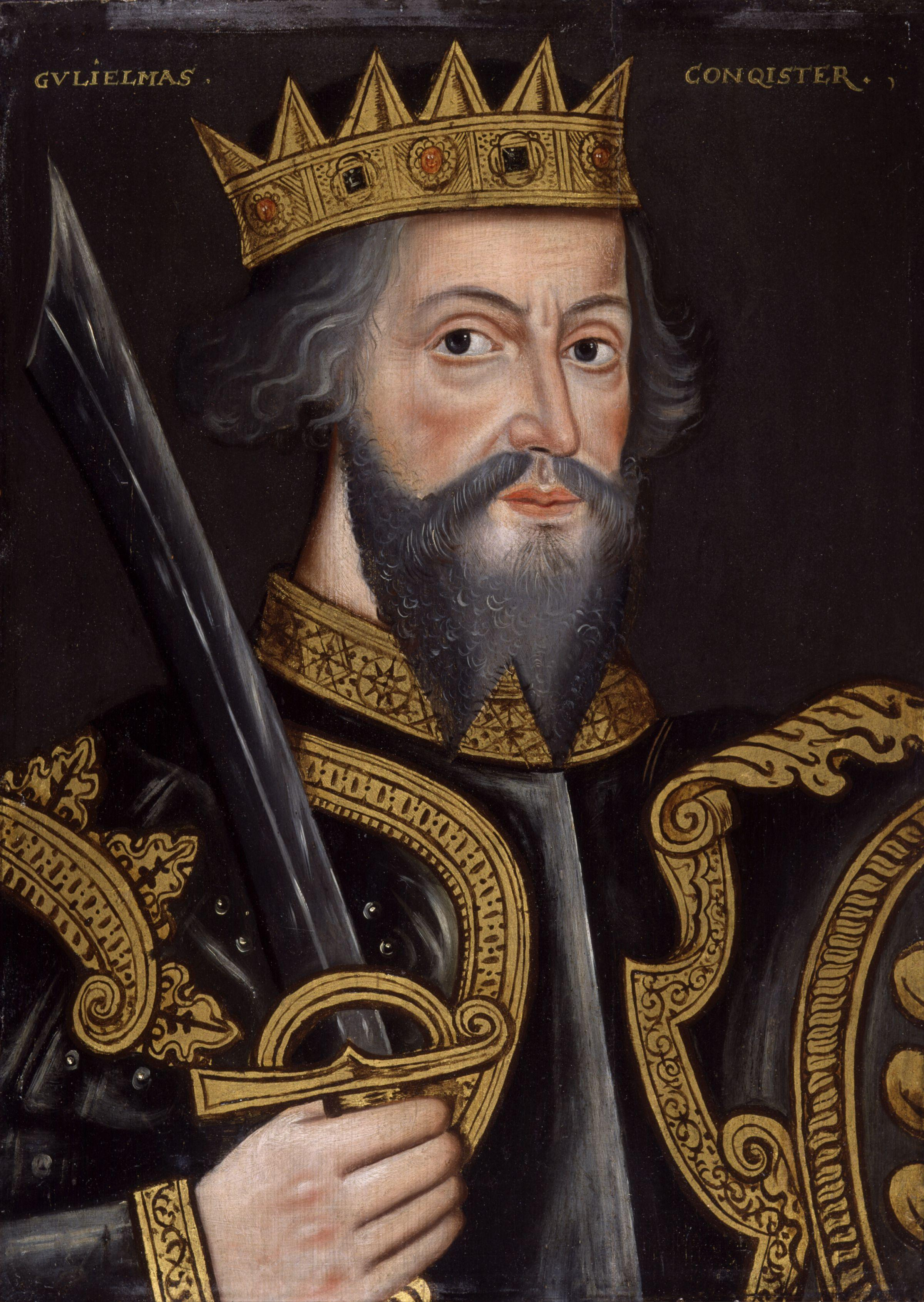
Вильгельм II (Завоеватель) 1066-1087 Король Англии
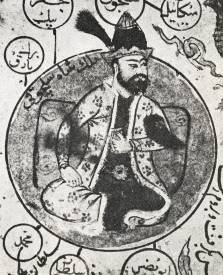
Мелик-Шах I 1072-1092 Султан сельджуков
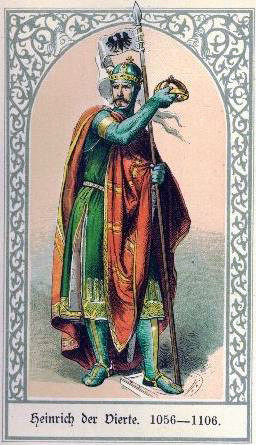
Генрих IV 1084-1105 Император Священной Римской империи
Филипп I 1060-1108 Король Франции
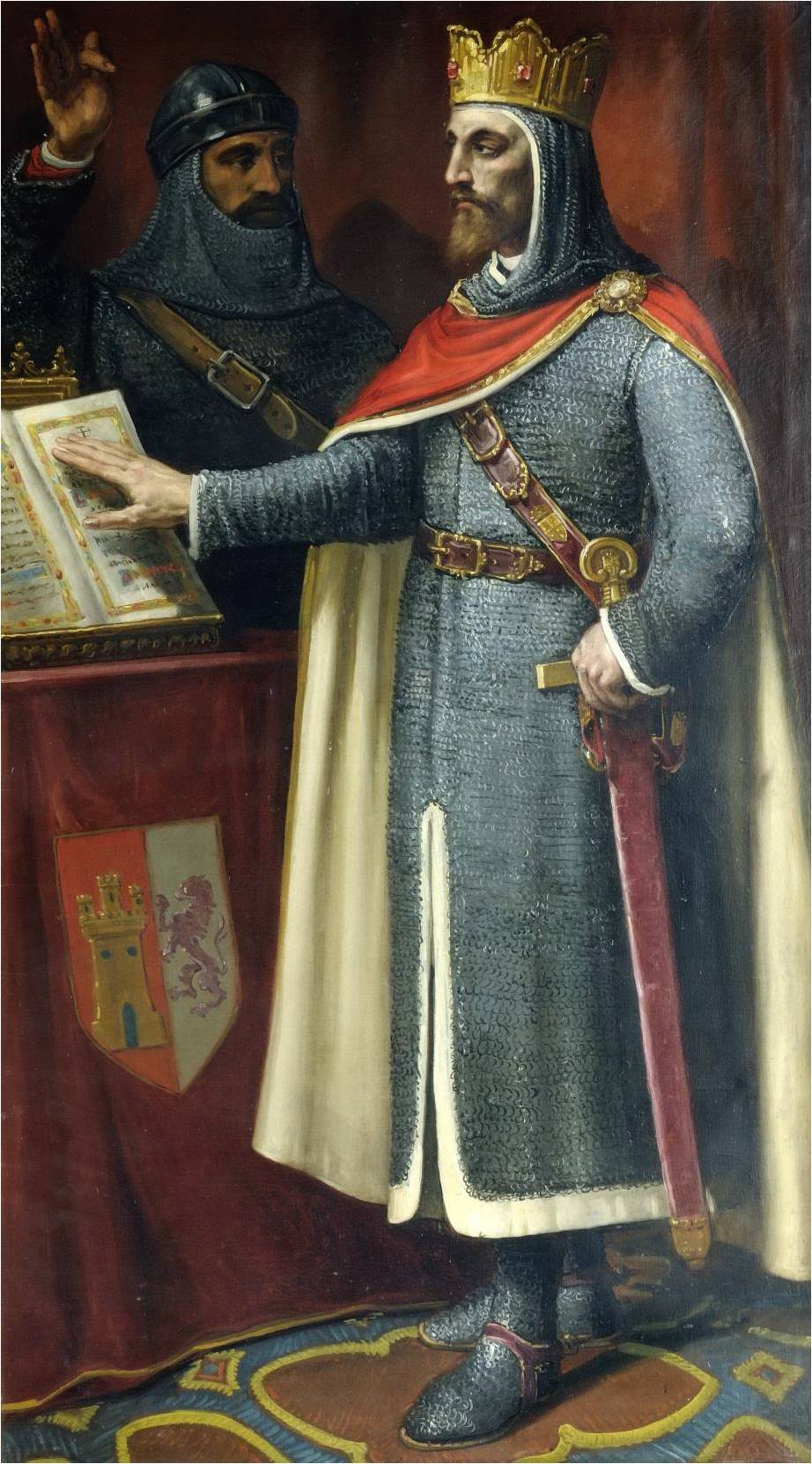
Альфонсо VI 1077-1109 Король Кастилии и Леона, император Испании
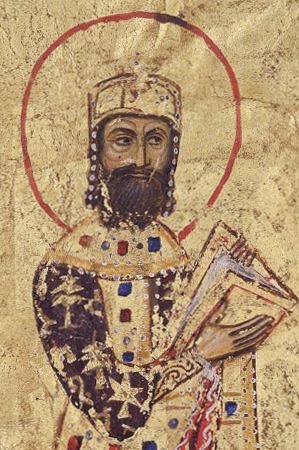
Алексей I Комнин 1081-1118 Император Византии
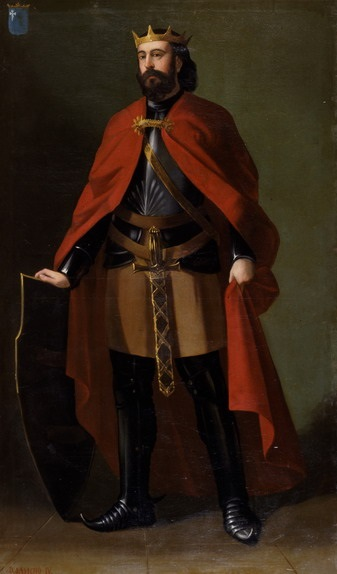
Санчо I 1063-1094 Король Арагона и Наварры
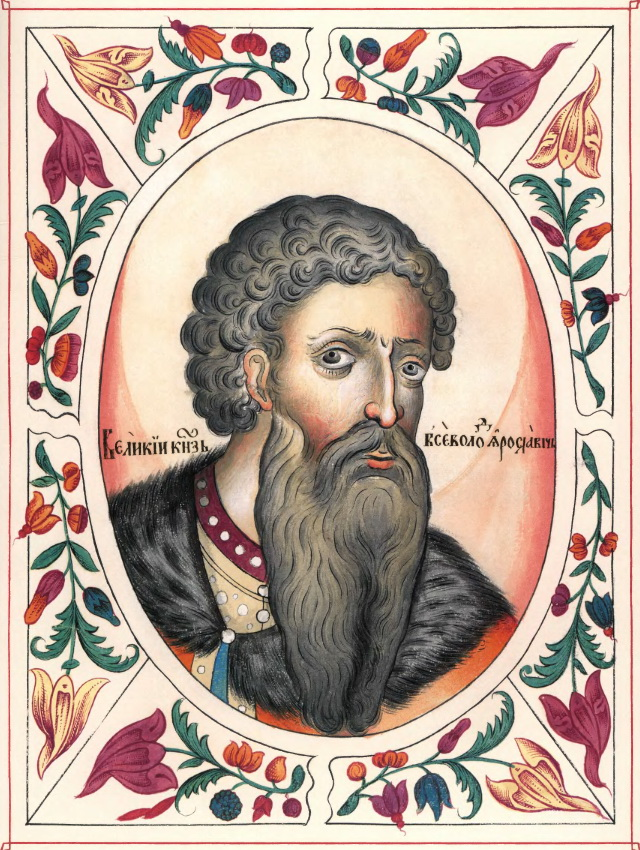
Всеволод Ярославич 1076-1077,1078-1093 Великий князь Киевский
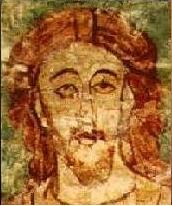
Вратислав II 1086-1092 Король Чехии
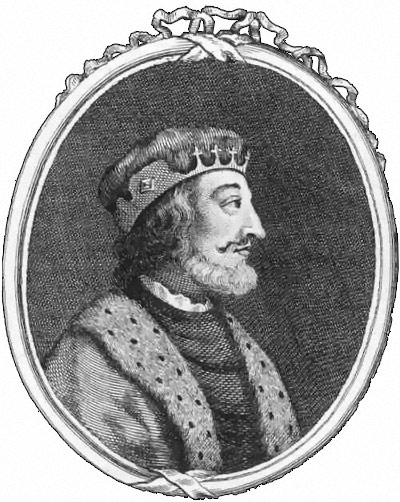
Малкольм III 1058-1093 Король Шотландии
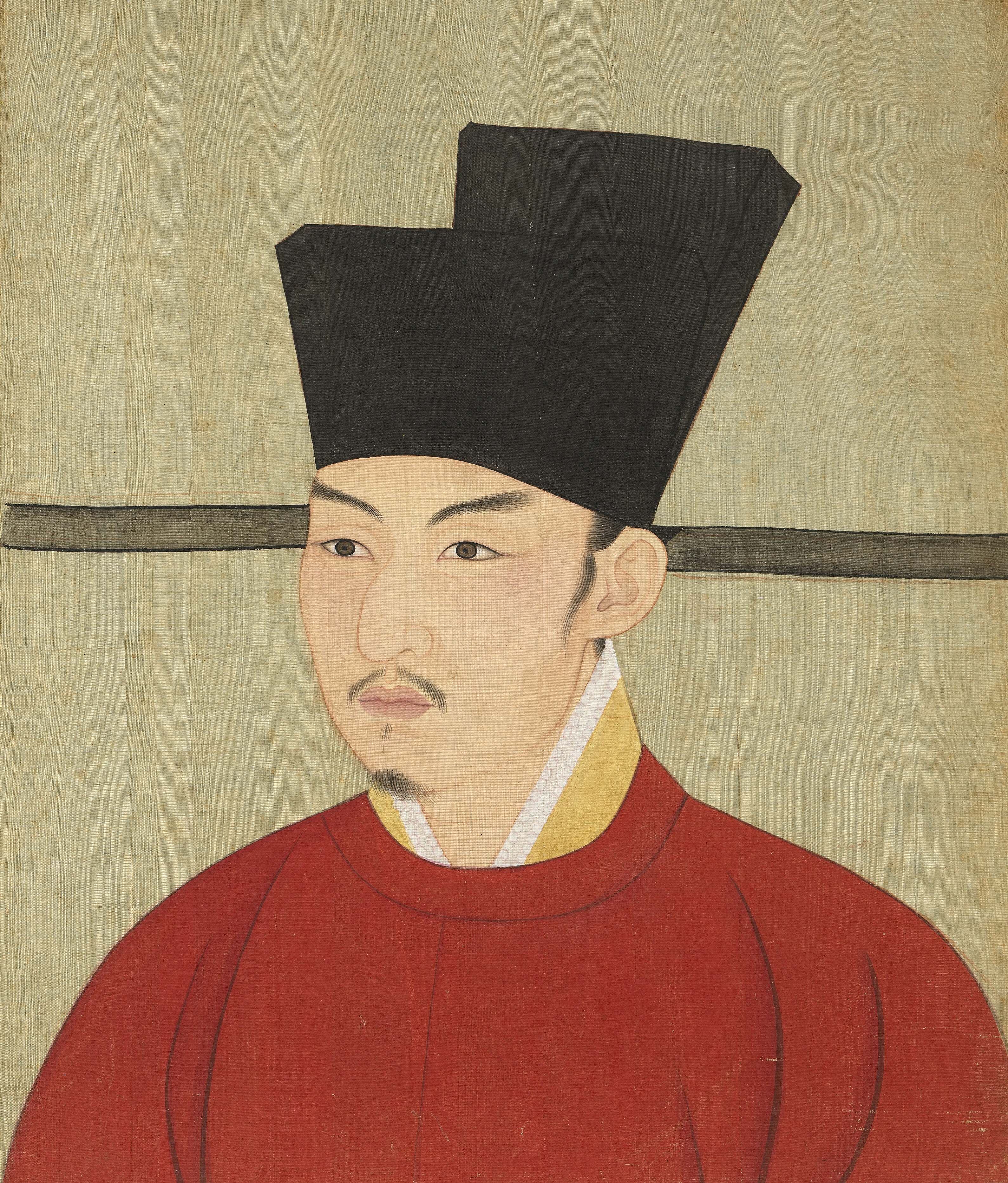
Чжэ-цзун 1085-1100 Император Китая
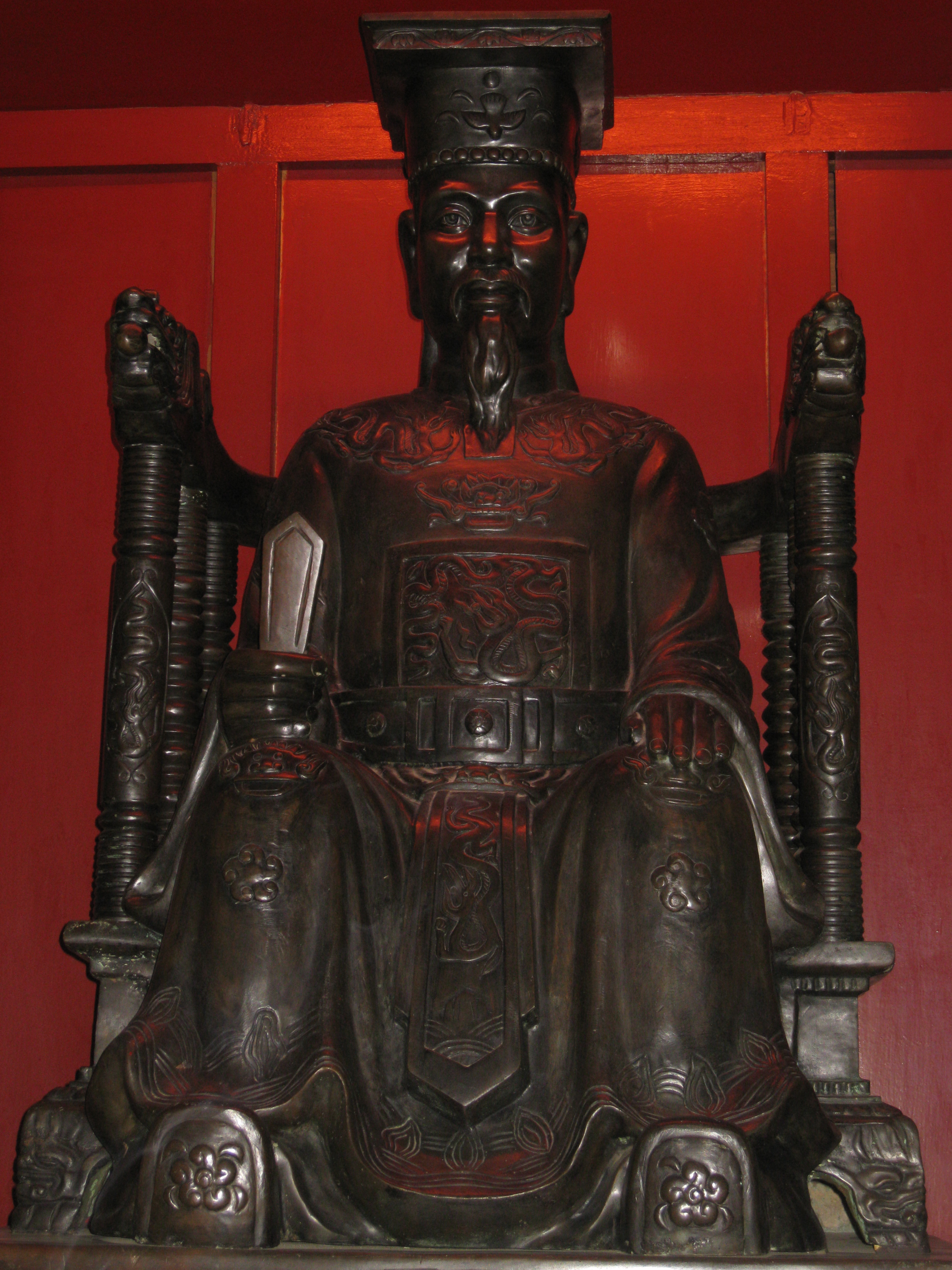
Ли Тхань Тонг 1072-1127 Император Дайвьета
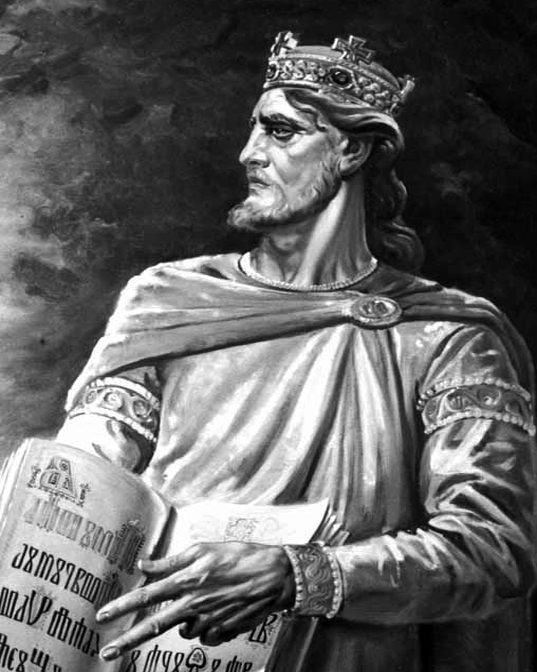
Дмитар Звонимир 1075-1089 Король Хорватии
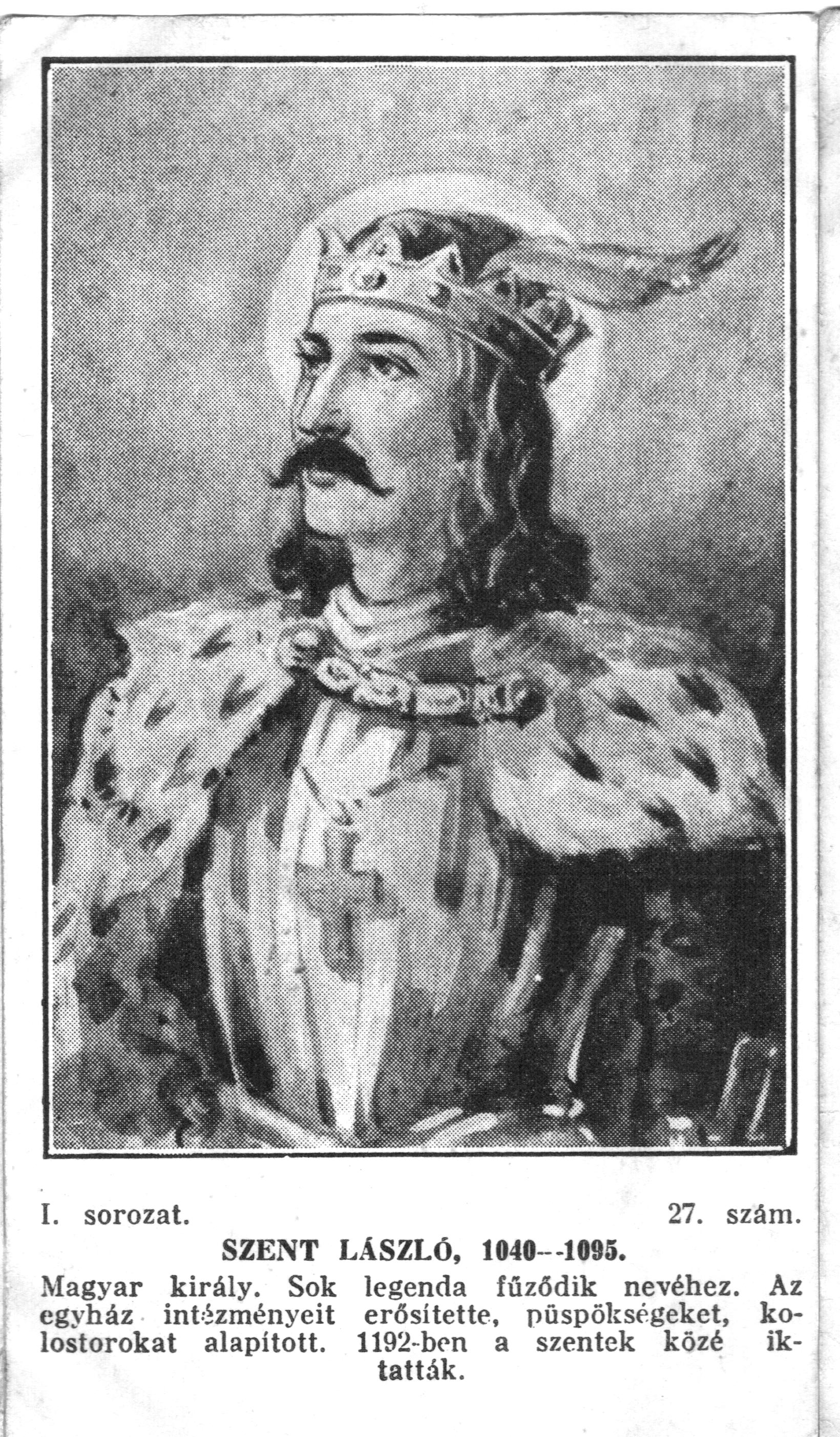
Ласло I Святой 1078-1095 Король Венгрии
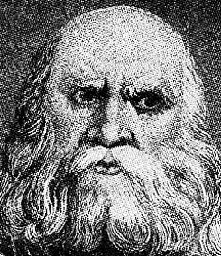
Домналл Уа Лохлайнн 1086-1101 Верховный король Ирландии
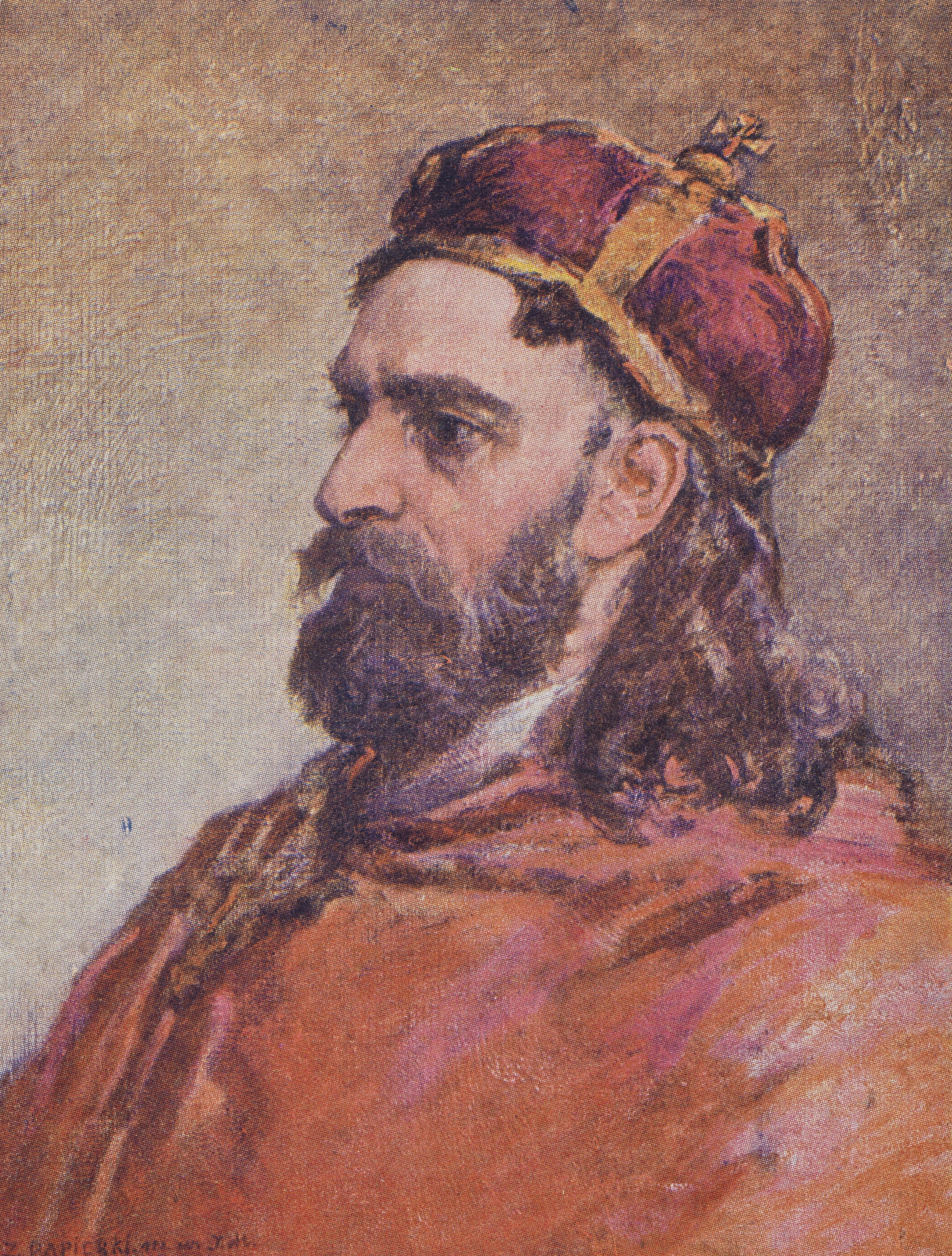
Владислав I Герман 1079-1102 Князь Польши
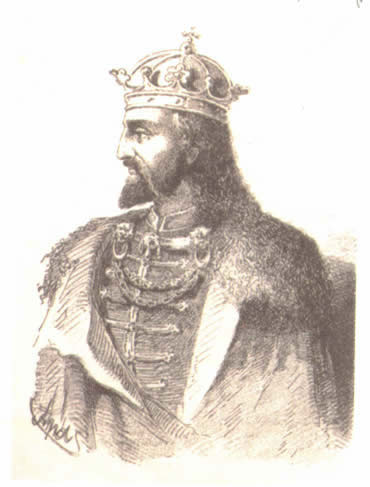
Константин Бодин 1081-1101 Король Дукли
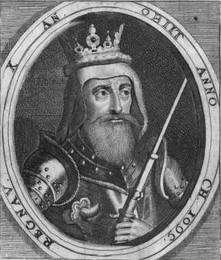
Олаф I 1086-1095 Король Дании
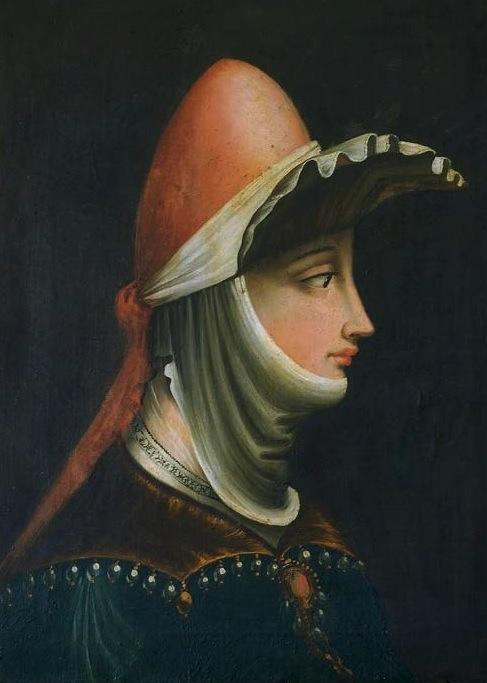
Матильда 1076-1115 Маркграфиня Тосканская
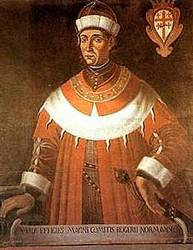
Рожер I 1072-1101 Великий граф Сицилии
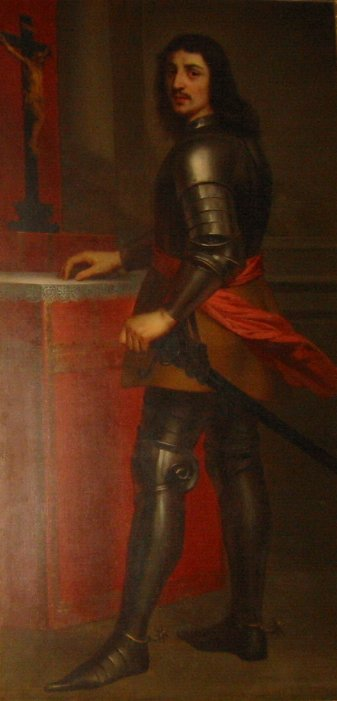
Гильом I Великий 1057-1087 Пфальцграф Бургундский
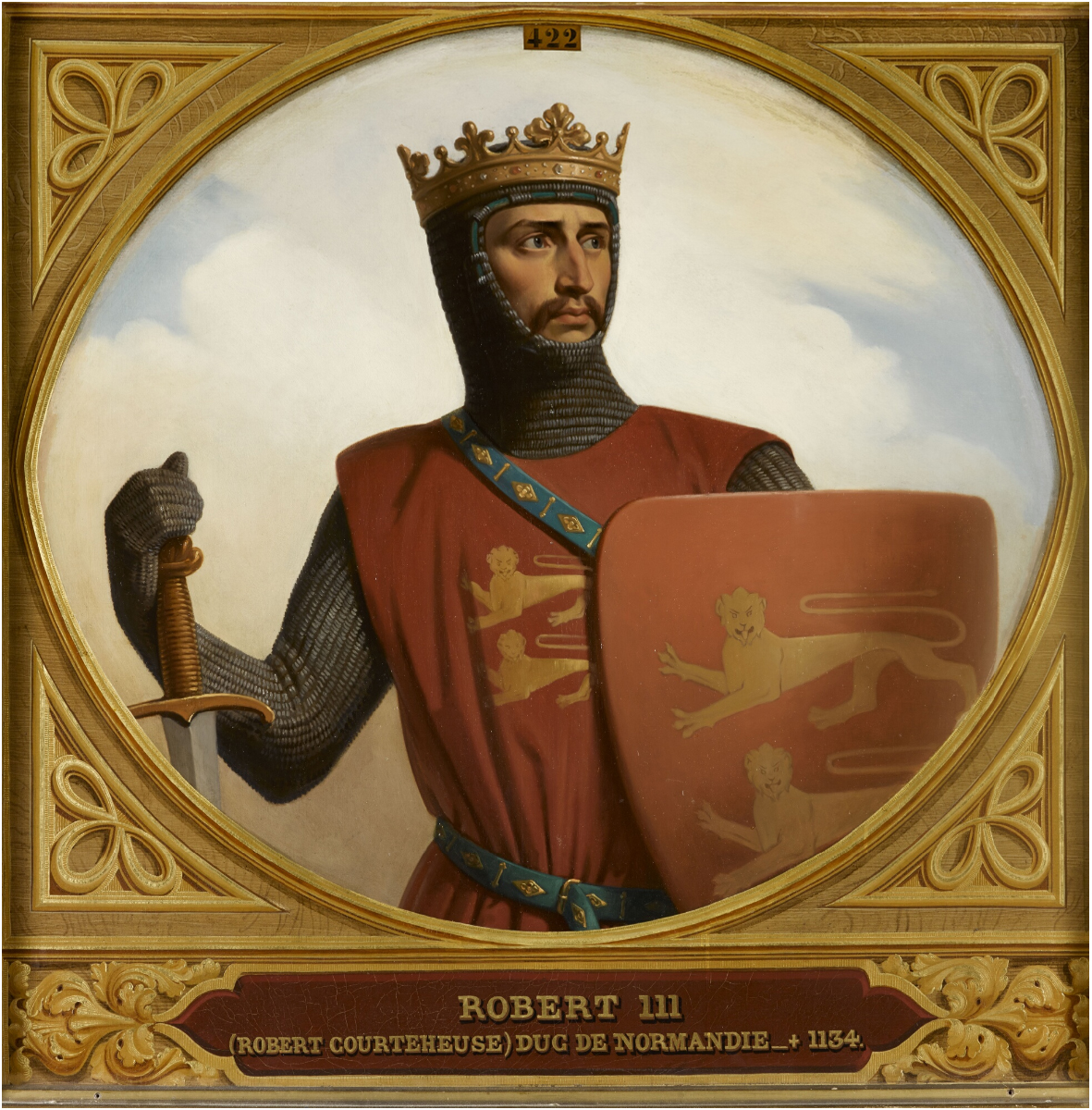
Роберт Куртгёз 1087-1106 Герцог Нормандский
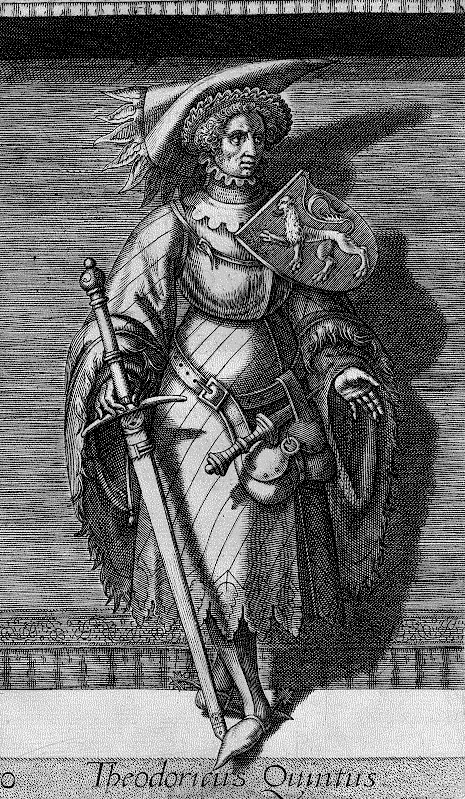
Дирк V 1061-1091 Граф Голландии
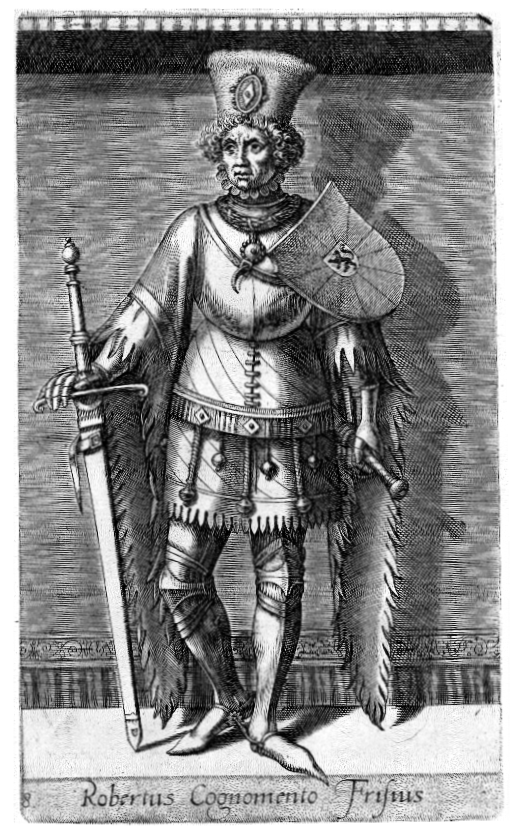
Роберт I 1071-1093 Граф Фландрский
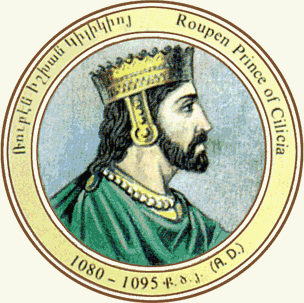
Рубен I 1080-1095 Князь Киликии
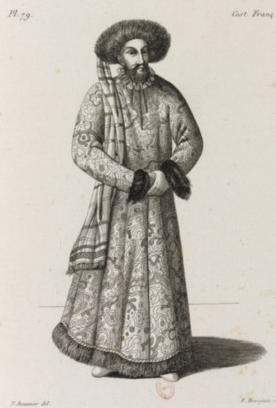
Ален IV Фержан 1084-1112 Герцог Бретани
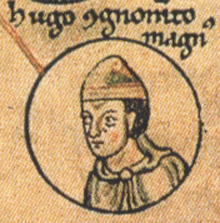
Гуго I Великий 1080-1102 Граф Вермандуа
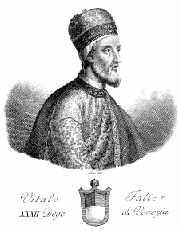
Витале Фальер 1084-1095 Дож Венеции
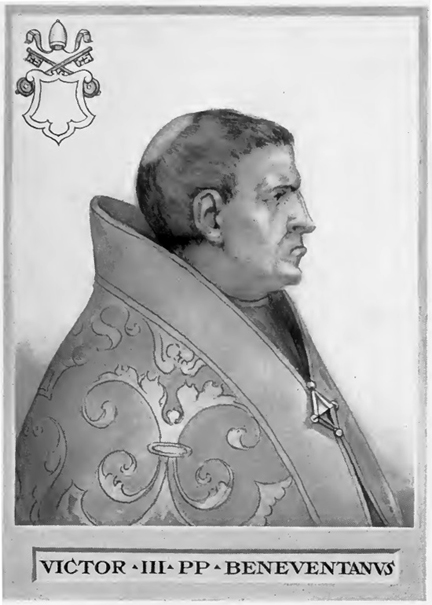
Виктор III 1086-1087 Папа римский